# Hans-Joachim Zwiesler
Hans-Joachim Zwiesler (* 2. März 1957 in Heidenheim an der Brenz) ist ein deutscher Mathematiker und Hochschullehrer. Der Schwerpunkt seiner Arbeit liegt im Versicherungswesen und Risikomanagement.

## Werdegang
Nach seinem Abitur begann der aus der Nähe von Ulm stammende Zwiesler 1975 sein Mathematikstudium an der Universität Ulm. Dies beendete er nach unter anderem einem Auslandsaufenthalt an der Syracuse University im Sommer 1980. Anschließend blieb er im wissenschaftlichen Betrieb und promovierte 1983 bei Wolfgang Jurkat in Ulm und Syracuse. 1990 folgte seine Habilitation am Ulmer Lehrstuhl für Unternehmensplanung bei Peter Gessner. In der Folge war er als Privatdozent an der Ulmer Universität tätig und baute gemeinsam mit Gessner den Forschungs- und Studienschwerpunkt Versicherungen und Finanzdienstleistungen im Rahmen des Wirtschaftsmathematikstudienganges auf. 1999 wurde er zum außerplanmäßigen Professor berufen. Später stieg er zum regulären Professor auf und übernahm die Leitung des Instituts für Finanz- und Aktuarwissenschaften (IFA) an der Ulmer Universität. Parallel zu seiner Lehrtätigkeit in Deutschland nahm er Gastprofessuren an der Syracuse University und der University of California, San Diego wahr.
Seit 2005 sitzt Zwiesler im Vorstand der Deutschen Gesellschaft für Versicherungs- und Finanzmathematik. Als Juror wirkt er bei der Vergabe des renommierten, vom französischen Rückversicherer SCOR initiierten SCOR-Preis für Aktuarwissenschaften mit.